# Different Class
Different Class es el quinto álbum de la banda británica Pulp, lanzado en 1995 durante la cúspide del movimiento Britpop, lo cual los transformó en parte esencial de la escena musical. Dos singles en el álbum - "Common People" (que alcanzó número dos en las listas del Reino Unido) y "Disco 2000" (que alcanzó número siete) - fueron especialmente notables, y ayudaron a Pulp a tener fama a nivel nacional. Una versión "deluxe" fue lanzada el 11 de septiembre, de 2006, que contiene un segundo disco con B-sides, demos y rarezas.
El álbum fue el ganador de los Mercury Music Prize en 1996. En 1998, los lectores de "Q Magazine" votaron al álbum en el lugar 37 en los grandes álbumes de toda la historia; en 2006 se repitió la encuesta y ocupó el lugar #85. En el 2000, la misma revista los coloco en el lugar #46 en su lista de los 100 mejores álbumes británicos. En 2004, fue votado número 70 en la lista de "Canal 4" de los 100 mejores álbumes. El álbum fue también incluido en el libro 1001 discos que hay que escuchar antes de morir.
Algunas versiones del álbum, ofrecen hasta 12 diferentes portadas.

## Lista de canciones
Todas las canciones escritas por Jarvis Cocker, Nick Banks, Steve Mackey, Russell Senior, Candida Doyle y Mark Webber, excepto "Common People" y "Underwear" donde Webber no tiene créditos.
1. "Mis-Shapes" – 3:46
2. "Pencil Skirt" – 3:11
3. "Common People" (Cocker, Banks, Mackey, Senior, Doyle) – 5:50
4. "I Spy" – 5:55
5. "Disco 2000" – 4:33
6. "Live Bed Show" – 3:29
7. "Something Changed" – 3:18
8. "Sorted for E's & Wizz" – 3:47
9. "F.E.E.L.I.N.G.C.A.L.L.E.D.L.O.V.E"  – 6:01
10. "Underwear" (Cocker, Banks, Mackey, Senior, Doyle) – 4:06
11. "Monday Morning" – 4:16
12. "Bar Italia" – 3:42

Bonus track para Japón
1. "P.T.A. (Parent Teacher Association)"
2. "Common People (Motiv8 Club Mix)"

(Lanzado bajo el título de Common People el 16 de noviembre de 1995 en Japón)

### Second Class from 1995 (Disco bonus limitado para Alemania y Japón)
1. "Mile End"
2. "Ansaphone"
3. "P.T.A. (Parent Teacher Association)"
4. "Live Bed Show (extended)"
5. "Your Sister's Clothes"
6. "Seconds"
7. "Deep Fried In Kelvin"
8. "The Babysitter"
9. "Street Lites"
10. "Common People '96 (7" Edit)*"

- = Bonus track solo en la edición japonesa

### Disco bonus, versión Deluxe
1. "Common People" (live at Glastonbury 1995) – 7:38
2. "Mile End" – 4:30
3. "PTA" – 3:17
4. "Ansaphone" (demo]) – 4:09
5. "Paula" (demo) – 3:37
6. "Catcliffe Shakedown" (demo) – 6:43
7. "We Can Dance Again" (demo) – 3:51
8. "Don't Lose It" (demo) – 3:10
9. "Whiskey in the Jar" – 4:48
10. "Disco 2000" (Nick Cave pub rock version) – 4:22
11. "Common People" (Vocoda mix) – 6:18

## Personal
- Jarvis Cocker – Voz, Guitarra, Sintetizador, Vocoder, Melotrón.
- Russell Senior – Guitarra, Violín.
- Candida Doyle – Teclado, Piano.
- Steve Mackey – Bajo
- Mark Webber – Guitarra, Piano, Sintetizador.
- Nick Banks – Batería, Percusión.

| Predecesor: Life CD de Simply Red | Álbum número uno en Reino Unido 11 de noviembre de 1995 – 17 de noviembre de 1995 | Sucesor: Made in Heaven por Queen |

- Datos: Q771579